# Ytternäs, Mariehamns stad
Ytternäs, stadsdel i Mariehamn på Åland. Fram till 1961 var Ytternäs en by i Jomala kommun. I samband med att Mariehamn fyllde 100 år inkorporerades området med staden och blev en stadsdel. Här ligger småbåtshamnen Lervik.
Författaren Agnes Rask växte upp i Ytternäs och har skildrat stadsdelen i Fotspår i sanden (1998). 